# Moscovium
Moscovium (Mc) is een superzwaar scheikundig element met atoomnummer 115. 

## Ontdekking
In februari 2004 heeft een gecombineerde Russisch-Amerikaanse onderzoeksgroep in Doebna vier atomen moscovium-288 gemaakt door americium-243 te beschieten met calcium-48. Moscovium vervalt door uitstoot van een α-deeltje tot nihonium-284 (element 113). Het maken van dit element is door Japanse wetenschappers bevestigd en, in mei 2006, door het Gezamenlijk Instituut voor Kernonderzoek.
Element 115 werd officieel bevestigd door de IUPAC in december 2015.

## Naam
Tot 2016 werd het element aangeduid met de systematische naam ununpentium, symbool Uup, ofwel 'één-één-vijf' volgens een classificatie die bedacht is door de IUPAC. In juni 2016 hebben de ontdekkers de naam Moscovium voorgesteld, naar de regio Moskou in Rusland, waar het Gezamenlijk Instituut voor Kernonderzoek zich bevindt. Dit is een van de onderzoekscentra die hebben bijgedragen tot de ontdekking van de laatste elementen van het periodiek systeem, waaronder Mc. Op 28 november 2016 keurde de IUPAC de voorgestelde naam officieel goed.